# سليم عبدول كريم
سليم عبدول كريم، حاصل على بكالوريوس في الطب والجراحة، وماجستير في الطب، وماجستير في علم الوبائيات، وزمالة الكلية الملكية للطب والصحة العامة، وزمالة الكلية الملكية لأطباء الأشعة، ودبلوم في البيانات، ودكتوراه في الفلسفة، ودكتوراه فخرية في العلوم، هو طبيب صحة عامة في جنوب إفريقيا، وعالم الأوبئة وعالم الفيروسات الذي لعب دورًا رائدًا في وباء الإيدز وكوفيد-19. لقد أثرت مساهماته العلمية على ثقافة الوقاية من فيروس نقص المناعة البشرية وعلاجه، حيث أنقذت آلاف الأرواح.

## حياة مهنية
كريم أستاذ في كل من جامعة كوازولو ناتال في جنوب إفريقيا وجامعة كولومبيا في الولايات المتحدة. شارك في الدراسة. 
خلال جائحة كوفيد-19، اختير كريم لقيادة لجنة استشارية وزارية مؤلفة من 45 شخصًا. كان الهدف من اللجنة هو توجيه استجابة حكومة جنوب إفريقيا للوباء، وضمت العديد من الخبراء الطبيين الآخرين. انتخب ليكون نائب الرئيس للتواصل والمشاركة في المجلس الدولي للعلوم من 2021 إلى 2024 في الجمعية العامة لمركز الدراسات الدولي في 14 أكتوبر 2021.

## تعليم
هو جنوب إفريقي من الجيل الثاني وهو من أصل هندي، ولد في عام 1960 في ديربان والتحق بالمدرسة الابتدائية في وسط المدينة قبل أن تنقل عائلته قسرًا بموجب قانون مناطق المجموعات العرقية للفصل العنصري من ديربان إلى تشاتسوورث، وهي بلدة معزولة عنصريًا في جنوب المدينة. بعد إتمام دراسته الثانوية في ديربان عام 1977، التحق بكلية الطب بجامعة ناتال. بسبب عدم قدرته على تحمل الرسوم الجامعية، اضطر إلى إلغاء خطته الأصلية لدراسة الهندسة إذ كان بإمكانه فقط تأمين منحة دراسية لدراسة الطب. على الرغم من هذه الخيبة، حصل على قرض طالب أثناء وجوده في كلية الطب لدراسة علوم الكمبيوتر والإحصاء في نفس الوقت عبر المراسلة في جامعة جنوب إفريقيا. أجرى مشروعه البحثي الأول كطالب في السنة الثالثة في الطب تحت إشراف طبيب الأطفال البروفيسور جيري كوفاديا، الأمر الذي أدى إلى نشره الأول، وهو مقال في المجلة الدولية للخدمات الصحية. سلط هذا المنشور الضوء على العديد من الفوارق العرقية في الحالة الصحية خلال الفصل العنصري.

## التدريب الطبي
في عام 1984، أكمل تدريبه في مستشفى الملك إدوارد الثامن، ديربان، ثم أتبع بمنحة بحثية في مركز البحوث الطبية. التحق بعد ذلك بقسم علم الفيروسات بجامعة ناتال في عام 1986، ليبدأ بحثه من أجل نيل درجة الدكتوراه في العدوى الفيروسية لالتهاب الكبد الوبائي ب. تعمق في علم الفيروسات عندما لم يكن تخصصًا طبيًا معترفًا به، ولكن حصل لاحقًا على الزمالة الفخرية في علم الفيروسات من كلية الطب بجنوب إفريقيا تقديرًا لإسهاماته الأساسية في هذا التخصص.
ذهب إلى نيويورك في منحة روكفلر لمتابعة درجة الماجستير في علم الأوبئة من جامعة كولومبيا في منتصف عام 1987. عاد لفترة وجيزة في يناير 1988 إلى جنوب إفريقيا للزواج من قريشا خان، عالمة الأحياء الجزيئية. خلال عام 1988، درس أيضًا اقتصاديات الصحة في كلية لندن للصحة والطب الاستوائي وطرق التحقيقات الوبائية في مراكز السيطرة على الأمراض (CDC) في أتلانتا، الولايات المتحدة الأمريكية. عاد إلى جنوب إفريقيا في نهاية عام 1988 للمساهمة من خلال البحث في معالجة وباء فيروس نقص المناعة البشرية الذي كان منتشرًا نسبيًا في جنوب إفريقيا. بدأ هذا تعاونه مدى الحياة مع زوجته قريشا عبدول كريم، حيث بدأت أول دراسة مشتركة بينهما في عام 1989، والتي كانت واحدة من أولى استطلاعات فيروس نقص المناعة البشرية المرتكزة على المجتمع والتي أجريت في إفريقيا.
في عام 1992، بدأ تدريبه المتخصص في الصحة العامة، وأكمل الزمالة في الصحة العامة من كلية الطب، جنوب إفريقيا، بينما تخرج في نفس الوقت بدرجة الماجستير في الطب وصحة المجتمع من جامعة ناتال. في عام 1999، حصل على درجة الدكتوراه في الطب من جامعة ناتال، بناءً على بحثه حول وبائيات عدوى فيروس التهاب الكبد ب في جنوب إفريقيا.

## عمله في مجال البحث العلمي
في عام 1985، أمضى عامًا بعد التدريب في إجراء الأبحاث في مركز البحوث الطبية الوبائية في جنوب إفريقيا. انضم في عام 1992 إلى مركز البحوث الطبية الوبائية في جنوب إفريقيا SAMRC بصفته خبيرًا أول في علم الأوبئة وعُين مديرًا لمركز البحوث الطبية الوبائية في جنوب إفريقيا (CERSA) في عام 1993. خلال فترة عمله، قام بجعل مركز البحوث الطبية الوبائية في جنوب إفريقيا أكبر منظمة للأبحاث الطبية في البلاد، ما مكنها من لعب دورًا رائدًا محليًا وعالميًا في الصحة العامة. بعد ما يقرب من عقد من الزمان، قرر التحول إلى منصب قيادي في التعليم العالي، حيث شغل منصب نائب رئيس الجامعة للأبحاث في جامعة ناتال في عام 2001. بعد اندماج جامعتي ناتال وديربان - ويستفيل في مرحلة ما بعد الفصل العنصري في عام 2004، طور ونفذ استراتيجية بحثية جديدة لجامعة كوازولو ناتال التي شكلت حديثًا مع التركيز على المنح الدراسية الأفريقية.
يُعرف البروفيسور عبدول كريم على نطاق واسع بقيادته الحكيمة والجريئة في وضع المفاهيم وإنشاء مؤسسات بحثية في جنوب إفريقيا. خلال فترة عمله في مركز البحوث الطبية وجامعة كوازولو ناتال، أنشأ خمسة مراكز بحثية جديدة ناجحة، حيث قام بتطوير البنية التحتية البحثية والقدرات في جنوب إفريقيا. كان الباحث الرئيسي في المنح التي أسست المركز الأفريقي للدراسات السكانية والصحة الإنجابية الممول من Wellcome Trust في عام 1997، ووحدة الوقاية من فيروس نقص المناعة البشرية وأبحاث اللقاحات في مركز البحوث الطبية الوبائية في عام 2000 بمنحة قدرها 16 مليون دولار من المعاهد الوطنية للصحة (NIH). في عام 2002، حصل على منحة بقيمة 15 مليون دولار من المعاهد الوطنية للصحة لإنشاء مركز لبرنامج أبحاث الإيدز في جنوب إفريقيا (CAPRISA). قاد الفرق التي أنشأت LifeLab، وهو مركز أبحاث التكنولوجيا الحيوية بقيمة 10 ملايين دولار في عام 2003 ومعهد كوازولو ناتال لأبحاث السل وفيروس نقص المناعة البشرية (K-RITH) الذي كلف 79 مليون دولار، بتمويل من معهد هوارد هيوز الطبي في عام 2007. شغل البروفيسور عبدول كريم منصب المدير المؤسس لأربعة من هذه المعاهد البحثية الخمسة، وفي LifeLab، كان رئيس مجلس الإدارة التأسيسي.